# Cimitero della Recoleta
Il cimitero della Recoleta è il più famoso cimitero storico argentino e prende il nome dal quartiere di Buenos Aires nel quale si estende.
La Recoleta è uno dei quartieri più caratteristici della città e i giardini che circondano il cimitero costituiscono una popolare area di svago per i cittadini di Buenos Aires.

## Storia
Al principio del XVIII secolo, i frati missionari dell'Ordine degli agostiniani recolletti scalzi arrivarono nella zona, allora nei dintorni di Buenos Aires, costruendo sul luogo un convento e una chiesa. La chiesa, Nostra Signora del Pilar, terminata nel 1732, esiste ancora ed è stata dichiarata monumento nazionale. Gli abitanti del luogo presero l'abitudine di chiamare la chiesa «la Recoleta», dal nome dei frati che la gestivano (recoletos escalzos in spagnolo). Il nome si estese poi al quartiere e infine al cimitero. L'ordine fu disciolto nel 1822 e il terreno del convento passò allo Stato che decise di creare il primo cimitero pubblico della città di Buenos Aires. 
I responsabili della nascita del cimitero della Recoleta furono l'allora governatore Martín Rodriguez (i cui resti riposano nel cimitero) e il suo ministro Bernardino Rivadavia.
Durante gli anni settanta del XIX secolo, in conseguenza dell'epidemia di febbre gialla che colpì Buenos Aires, numerosi abitanti dell'aristocrazia cittadina abbandonarono i quartieri di San Telmo e Monserrat, trasferendosi nella parte nord della città, considerata più salubre. Recoleta divenne un quartiere ricco e il cimitero si convertì nell'estrema dimora di tutte le famiglie più prestigiose della capitale.

## Descrizione
Al cimitero si accede tramite una grande porta sostenuta da alte colonne doriche, costruita nel 1881 durante il rinnovamento del cimitero ordinato dall'allora sindaco Torcuato de Alvear. All'interno si trovano oltre 4800 tombe distribuite su 54.843 m². Il cimitero ospita vari mausolei decorati da marmi e statue, costruiti nei più vari stili architettonici. È suddiviso in isolati, ordinatamente separati da viali alberati attraversati da strade più piccole, sulle quali si affacciano mausolei e tombe. Al centro esiste un'ampia rotonda dalla quale si dipartono i viali principali con una scultura di Cristo realizzata nel 1914 dallo scultore Pedro Zonza Briano. 
Ogni mausoleo di solito ha il cognome della famiglia scolpito sulla facciata e reca placche di bronzo più piccole che recano i nomi propri dei membri della famiglia seppellite all'interno. 
Il grande scrittore argentino Jorge Luis Borges fantasticò in una sua poesia di essere seppellito nel cimitero della Recoleta, ma fu invece seppellito a Ginevra, in Svizzera.

## Mausolei di interesse
Si ricordano anche due mausolei di persone della borghesia argentina.
Il primo è quello di Liliana Crociati de Szaszak (1944–1970), una giovanissima esponente dell'alta società portegna (seppure di origine italiana) dei tardi anni sessanta del Novecento. In luna di miele sulle Alpi austriache occidentali, ad Ischgl, l'albergo dove risiedeva col marito venne colpito da una valanga. Recuperata dai soccorsi dopo un'ora di scavi, morì il 27 a causa della lunga carenza d'aria e dell'assideramento. Salvo il marito di lei, l'allora trentunenne Juan Szaszak, che fu recuperato dopo circa 15 minuti. La tomba fu disegnata dalla madre in uno stile gotico - stile lontano da quello del resto del cimitero - e all'interno della cripta si può scorgere un ritratto della giovane fu fatto da un amico di lei. Di diversa fattura è la statua in bronzo della Crociati de Szaszak, che la mostra nel suo abito nuziale, ad opera dello scultore Wíeredovol Viladrich. Dopo la morte del cane della ragazza, Sabú, la statua fu leggermente modificata (nella posizione del braccio destro) in modo da accogliere, in una carezza, anche una statua del cane. L'intervento fu dello stesso Viladrich. Sempre accanto alla tomba, una poesia scritta in italiano, dal padre (di origini italiane).
Il secondo è quello di Rufina Cambacérès, un'altra giovanissima donna dell'alta borghesia che, durantei preparativi del suo diciannovesimo compleanno, collassò e ai medici non restò altro che constatarne il decesso. Una leggenda metropolitana vuole che un operaio del cimitero trovò la calotta della bara spinta da una parte e rotta, cosa che fece temere che la ragazza fosse stata sepolta in stato di morte apparente. Correva l'anno 1902 ed i sistemi diagnostici avrebbero potuto non essere sofisticati a sufficienza.

## Personalità seppellite nel cimitero della Recoleta
- Leandro N. Alem (1842-1896), fondatore dell'Unione Civica Radicale
- Raúl Alfonsín (1927-2009), Presidente della Repubblica dal 1983 al 1989
- Adolfo Alsina (1829-1877), politico
- Alvaro Alsogaray (1913-2005), politico
- Luis César Amadori (1902-1977), poeta e regista
- Pedro Eugenio Aramburu (1905-1970) , Presidente della Repubblica dal 1955 al 1958
- Nicolás Avellaneda (1837-1885), politico, presidente dell'Argentina
- Adolfo Bioy Casares (1914-1999), scrittore
- Norah Borges (1901-1998), illustratrice, pittrice e critica
- Federico Brandsen (1785-1827), militare, eroe di Ituzaingó
- Luis Ángel Firpo (1894-1960), pugile
- Leopoldo Galtieri (1926-2003), generale e politico
- Paul Groussac (1848-1929), scrittore, critico
- José Hernández (1834-1886), scrittore
- Arturo Umberto Illia (1900-1983), politico, presidente dell'Argentina
- Norah Lange (1905-1972), scrittrice e poetessa
- Enrique Larreta (1875-1961), scrittore
- Luis Federico Leloir (1906-1987), scienziato, premio Nobel per la chimica
- Vicente López y Planes (1785-1856), autore dell'inno nazionale argentino e presidente provvisorio dell'Argentina
- Leopoldo Lugones (1874-1938), scrittore
- Eduardo Mallea (1903-1982), scrittore e saggista
- Bartolomé Mitre (1821-1906), politico, presidente dell'Argentina
- Silvina Ocampo (1903-1993), poetessa e scrittrice
- Victoria Ocampo (1890-1979), scrittrice ed editrice
- Carlos Pellegrini (1846-1906), avvocato, politico e presidente dell'Argentina
- Evita Perón (1919-1952), politica, moglie del presidente Juan Perón
- Juan Facundo Quiroga (1788-1835), militare, politico
- Juan Manuel de Rosas (1793-1877), militare e presidente dell'Argentina, inumato nel 1989
- Carlos Saavedra Lamas (1878-1959), avvocato, politico e premio Nobel per la pace
- Francesco Salamone (1897-1959), architetto
- Domingo Faustino Sarmiento (1811-1888), scrittore, politico e presidente dell'Argentina
- Hipólito Yrigoyen (1852-1933), politico e due volte presidente dell'Argentina.

## Galleria d'immagini

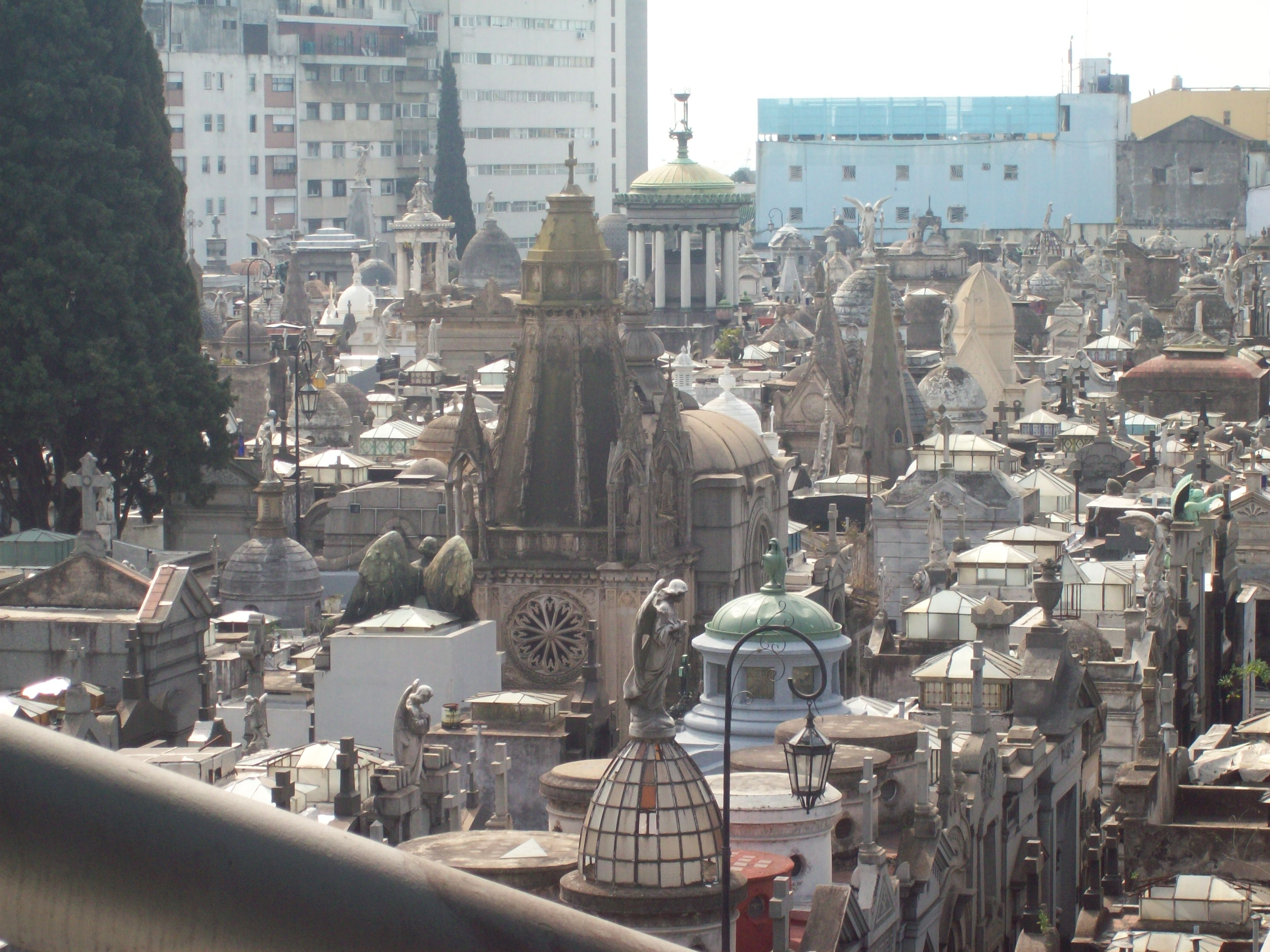
Vista del cimitero circondato da edifici residenziali
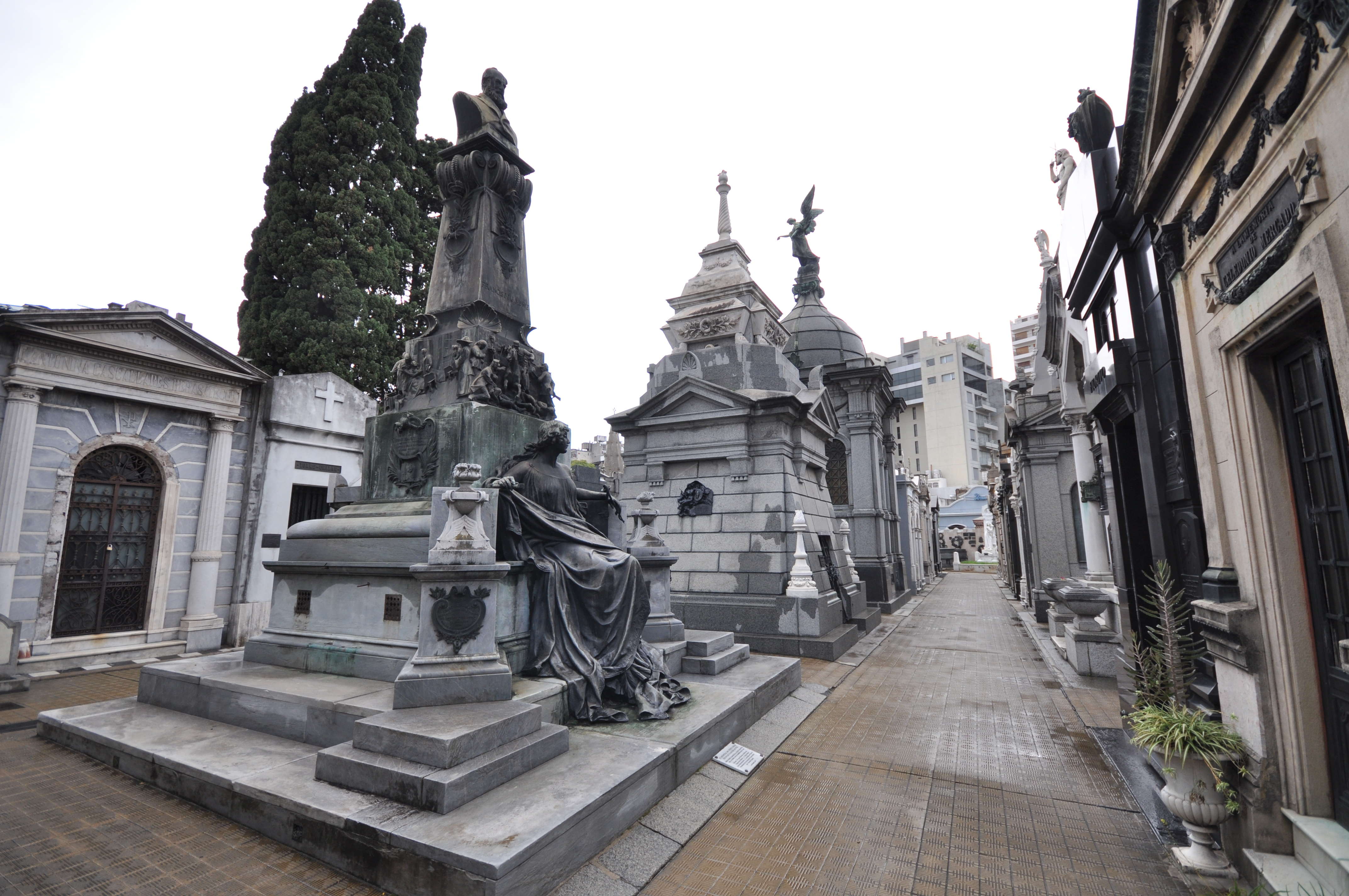
Una delle strade del cimitero
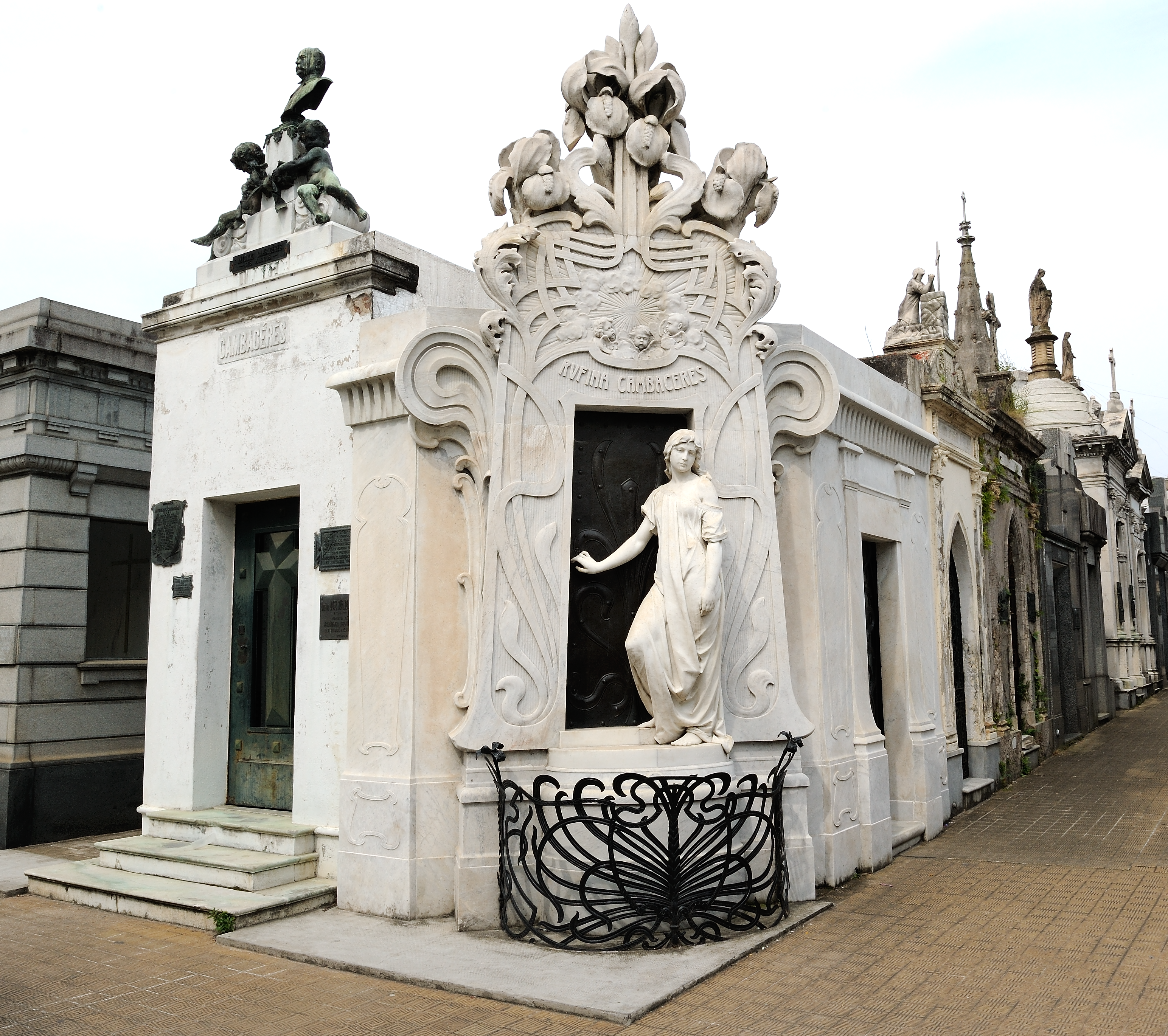
Tomba di Rufina Cambacérès
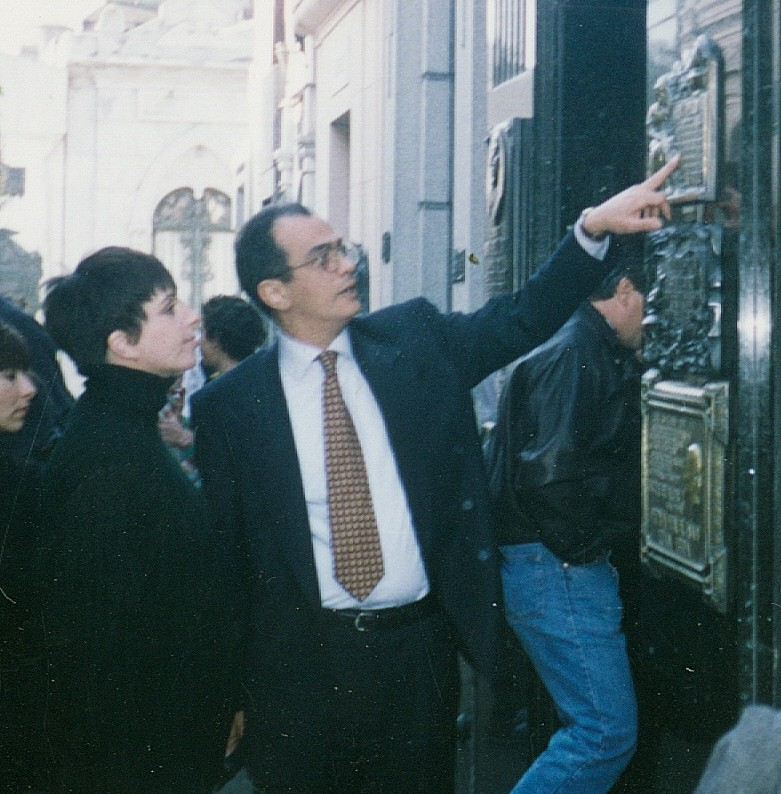
Liza Minnelli visita la tomba di Evita Perón